# 황금 박차 훈장

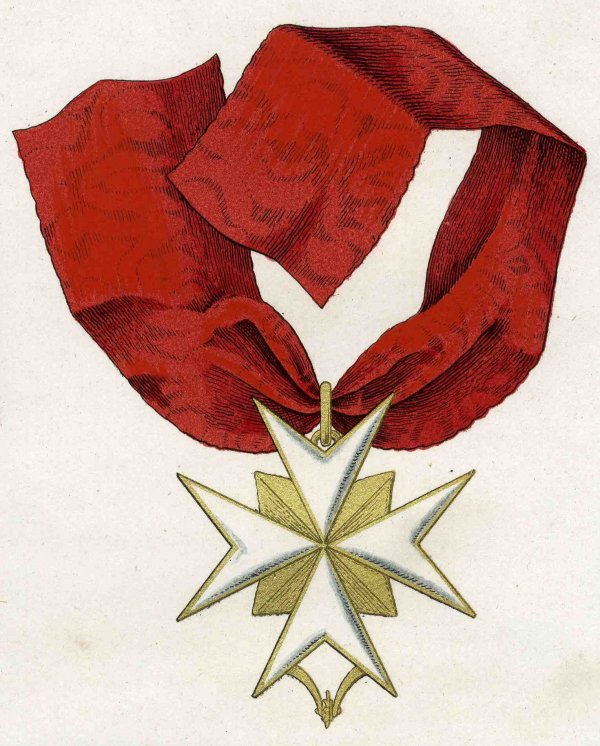
황금 박차 훈장

황금 박차 훈장(黃金拍車勳章)은 가톨릭 신앙을 전파하는 데 뚜렷한 공헌을 했거나 무훈(武勳), 저작 활동 또는 기타 혁혁한 활동을 통해 교회의 영광을 빛내는 데 공헌한 사람에게 주어지는, 교황이 수여하는 기사 훈장이다. 이른바 자의교서(Motu Proprio)에 의해 수여되며, 귀족 태생인지 여부에 상관없이 공적에 의해 받을 수 있는 훈장이다.
이 훈장은 1841년, 성 실베스테르 훈장에 통합되었으나 교황 비오 10세가 1905년 2월 7일 독립된 훈장의 지위로 복귀시켰다. 황금 박차 훈장은 그리스도 훈장에 이어, 교황이 수여하는 훈장 중 두 번째로 높은 등급의 훈장이다.

## 주요 수상자
- 라파엘로 (1483-1520), 이탈리아의 화가
- 티치아노 (1488경-1576), 이탈리아의 화가
- 조르조 바사리 (1511-1574), 이탈리아의 화가, 건축가, 전기 작가
- 크리스토프 빌리발트 글루크 (1714-1787), 독일의 작곡가
- 자코모 카사노바 (1725-1798), 이탈리아의 모험가, 작가
- 볼프강 아마데우스 모차르트 (1756–1791), 오스트리아의 작곡가
- 모하마드 레자 팔라비 (1919-1980), 이란의 국왕